# Ipomoea biflora
Ipomoea biflora är en vindeväxtart. Ipomoea biflora ingår i släktet praktvindor, och familjen vindeväxter.

## Underarter
Arten delas in i följande underarter:
- I. b. africana
- I. b. biflora